# Salvatorstraße 12–16

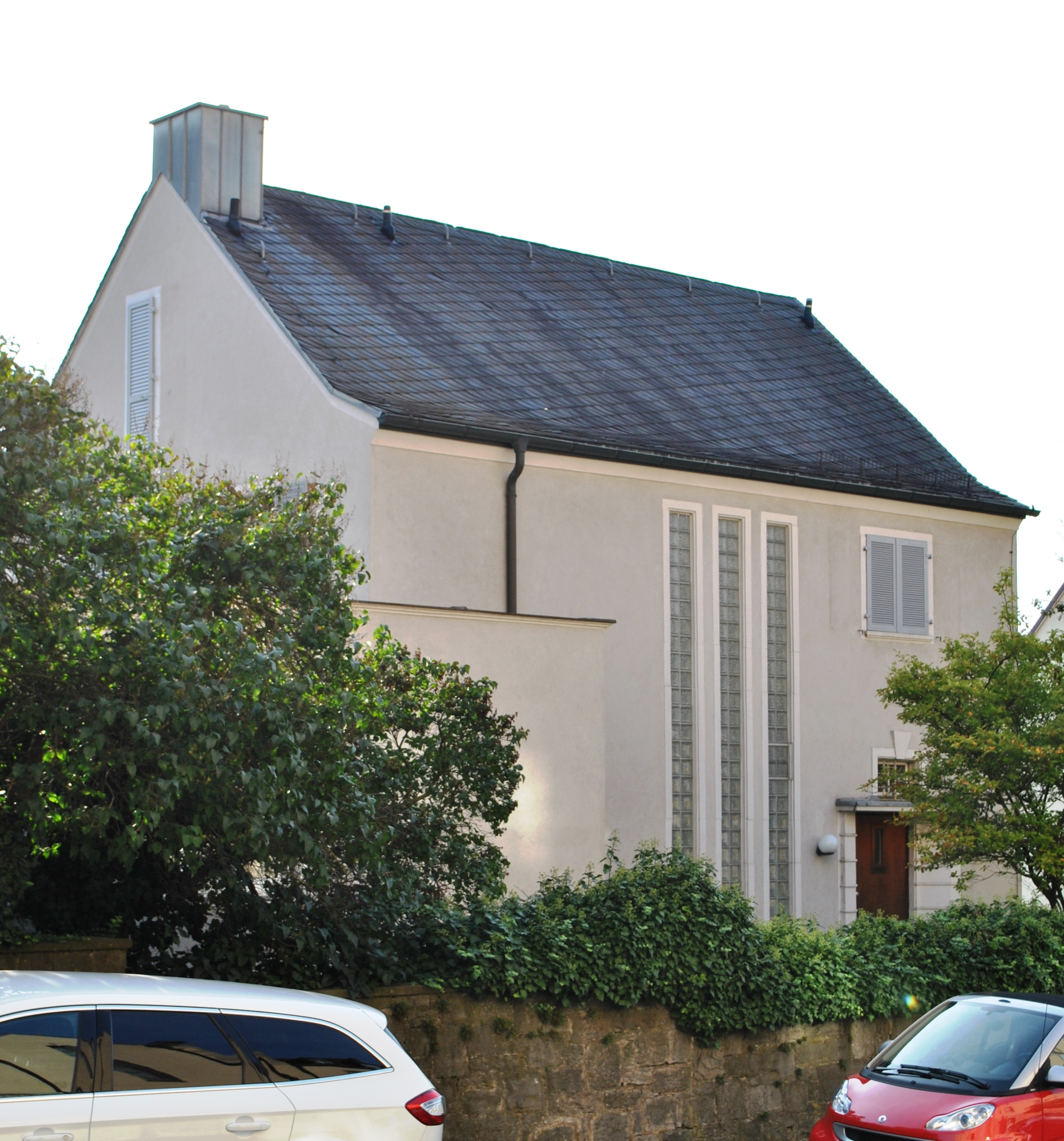
Salvatorstraße 12

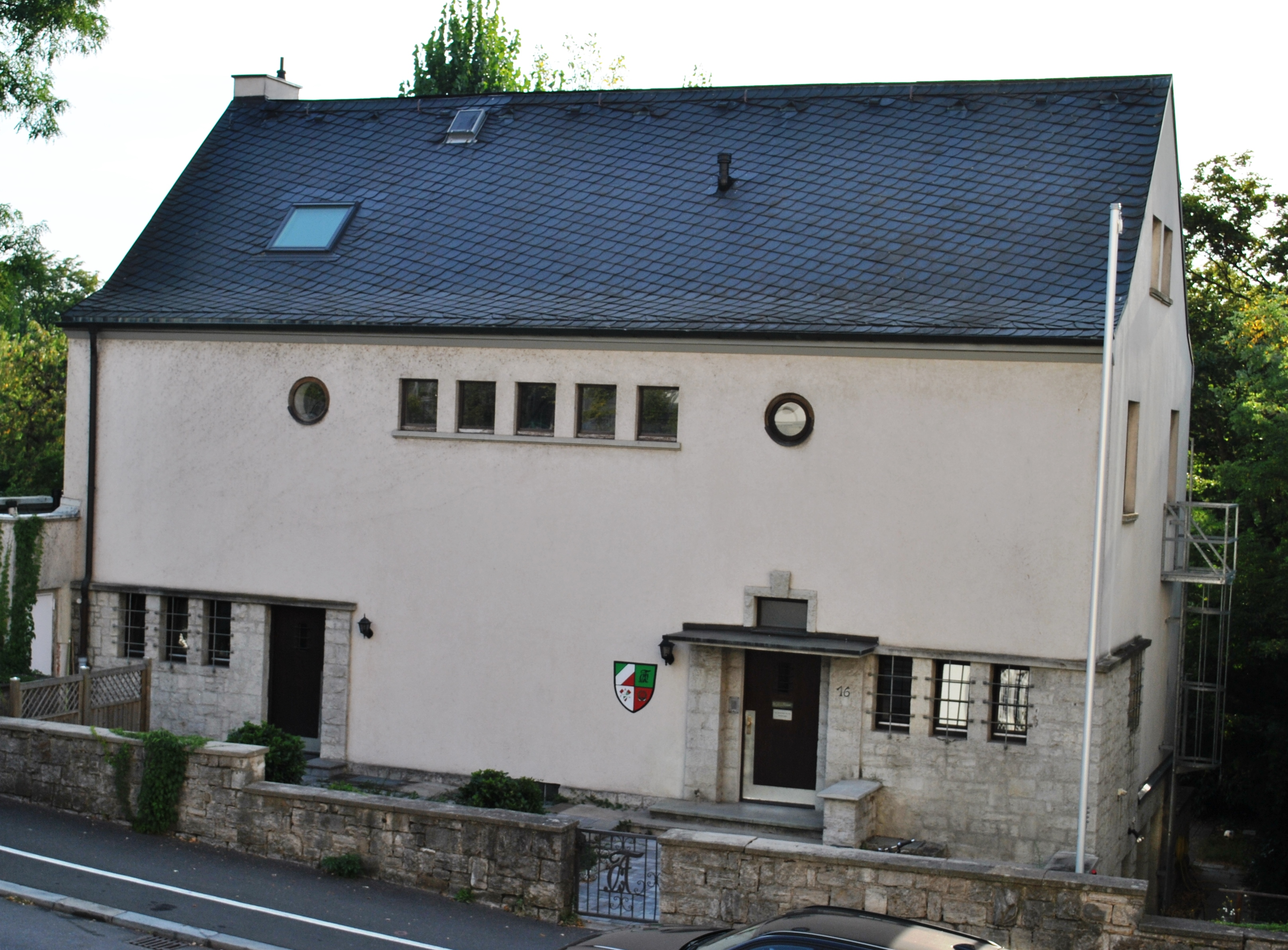
Salvatorstraße 16

Salvatorstraße 12–16 bezeichnet drei denkmalgeschützte Villen im Würzburger Stadtbezirk Frauenland. Die Bauten wurden vom Architekten Albert Boßlet im Stil der „Neuen Sachlichkeit“ entworfen und 1928 errichtet.

## Bauwerke
Die drei Villen sind jeweils zweigeschossige Putzbauten mit Satteldach. Gemeinsam ist der damals neue Stil, der mit der herkömmlichen Bauweise brach, jedoch noch auf das Flachdach verzichtete.
Salvatorstraße 12: Das Doppelhaus ist zur Straßenseite fast fensterlos und wird durch seine dreiteilige Fensterbahn dominiert, die das Treppenhaus belichtet. ((Lage))
Salvatorstraße 14 ((Lage))
Salvatorstraße 16: Das Haus gleicht der Nummer 12. Die Fassade ist noch geschlossener, der Saal und die oberen Flure werden durch eine hochliegende Fensterreihung aus fünf quadratischen und zwei flankierenden Rundbogenfenstern belichtet. Das Haus wird heute von der Turnerschaft Asciburgia zu Würzburg im CC als Verbindungshaus genutzt. ((Lage))